# 名流置业
名流置业集团股份有限公司 （深交所：000667）是中国深圳证券交易所的一家上市公司，主营业务范围为房地产开发与经营业。
2011年，该公司主营业务收入为1813276938.59元，公司净利润为166472064.36元，公司总资产为10889571352.78元。